# Guanajuato, Guanajuato
Guanajuato este orașul capitală al statului mexican omonim. Se găsește la coordonatele 21°02′N 101°28′V / 21.033°N 101.467°V, la circa 370 km nord-vest de capitala federală Ciudad de México, la o altitudine de 1.996 m deasupra nivelului mării. 
Conform recensământului din anul 2005, populația orașului era de 70.798 de locuitori. Orașul Guanajuato este înconjurat de municipalitatea al cărui sediu este. Municipalitatea avea o populație de 153.364 de locuitori și o suprafață totală de 996,74 km2, conform aceluiași recensământ. Orașul Guanajuato se găsește la marginea vestică a municipalității, care cuprinde și alte localități, dintre care Marfil, Yerbabuena și Santa Teresa sunt cele mai importante.
Guanajuato, deși este capitala statului omonim, este al cincilea oraș în ordinea mărimii populației, fiind devansat de León, Irapuato, Celaya și Salamanca. Orașul istoric și minele de argint aferente acestuia (cele mai mari din lume în decursul secolului al XVII-lea) sunt parte a efortului mondial de conservare a locurilor istorice, fiind desemnate ca patrimoniu mondial al UNESCO.

## Istoric

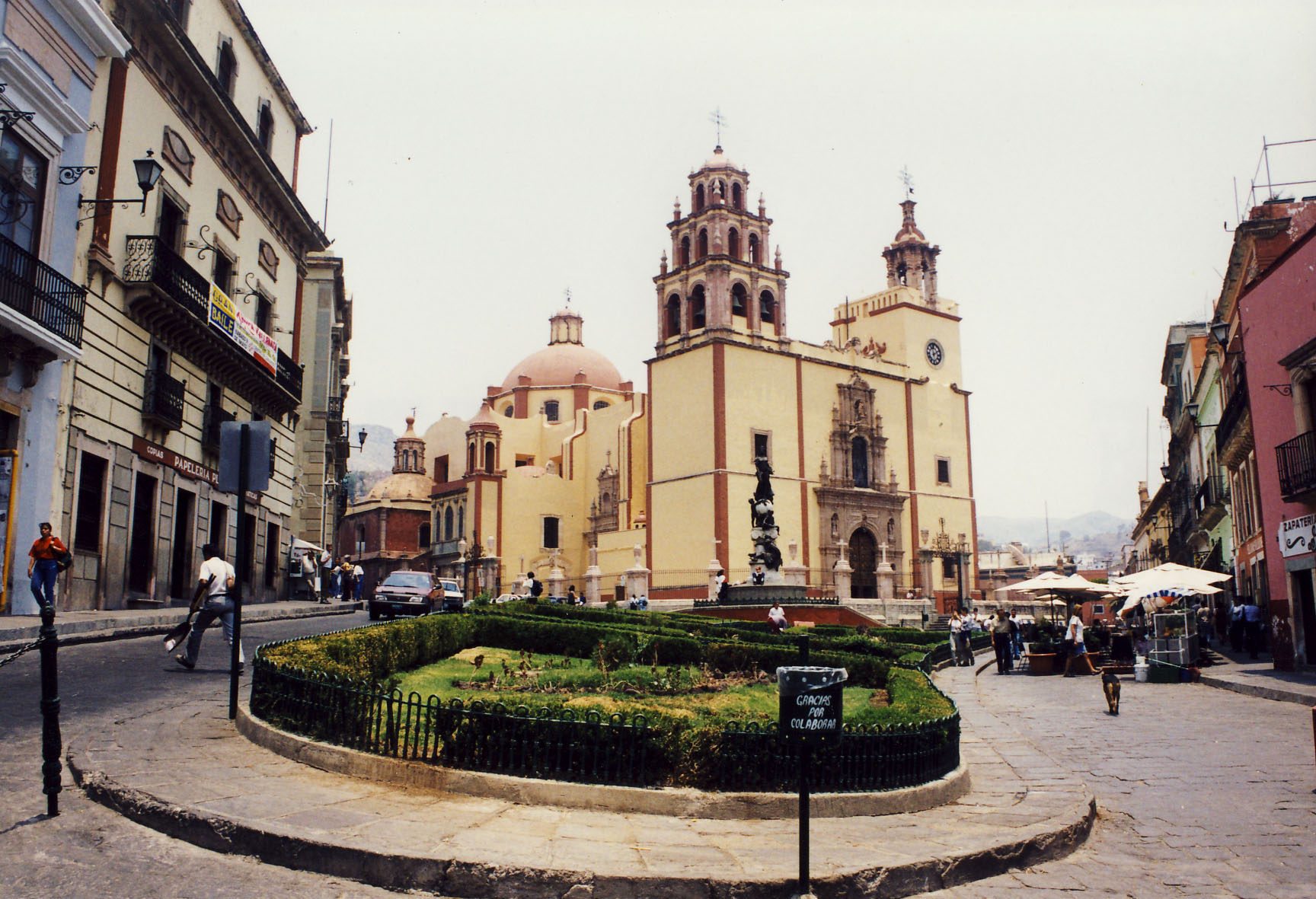
Plaza de la Paz și biserica Basílica Colegiata de Nuestra Señora de Guanajuato în 2004.

Orașul fusese inițial construit pe malurile râului Guanajuato, care actualmente curge prin tunele săpate sub nivelul orașului. După multiple refaceri ale orașului datorate numeroaselor inundații datorate râului, inginerii orașului au construit un baraj în amonte de oraș, redirecționând apele către cavernele aflate dedesuptul orașului. Ulterior, tunelele au fost pavate, făcându-le accesibile nu numai scurgerii apei, dar și traficului rutier. Astăzi, aceste tunele, designate cu dublu scop, constituie unul din punctele majore de atracție ale orașului.
Orașul a jucat un rol foarte important în timpul Războiului mexican de independență, întrucât este capitala statului Guanajuato, unde eroul național Miguel Hidalgo a pornit mișcarea de independență națională. Statuia lui El Pípila și cea a lui Alhóndiga de Granaditas amintesc de acele timpuri eroice.

## Atracții

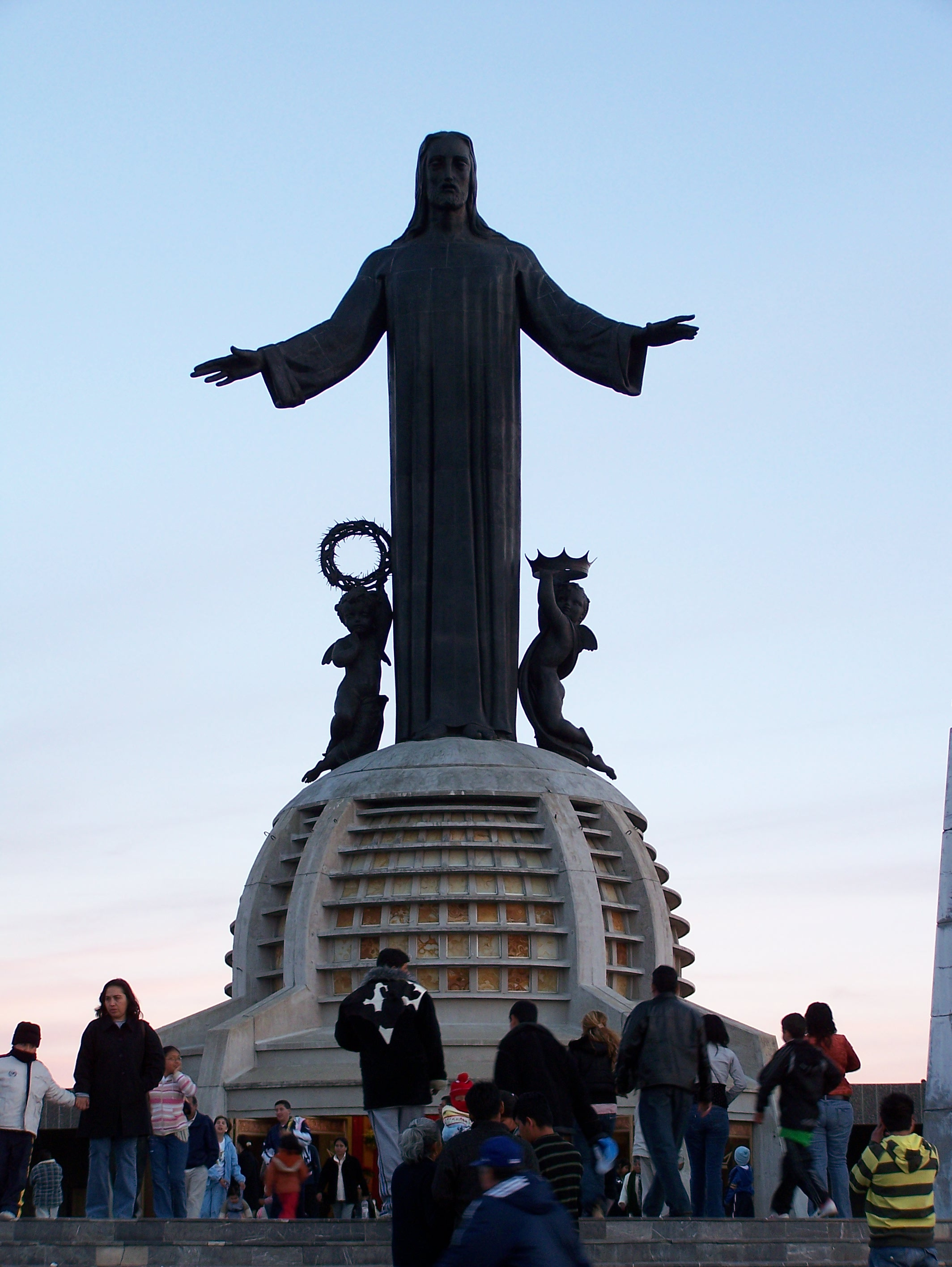
Cristo Rey del Cubilete

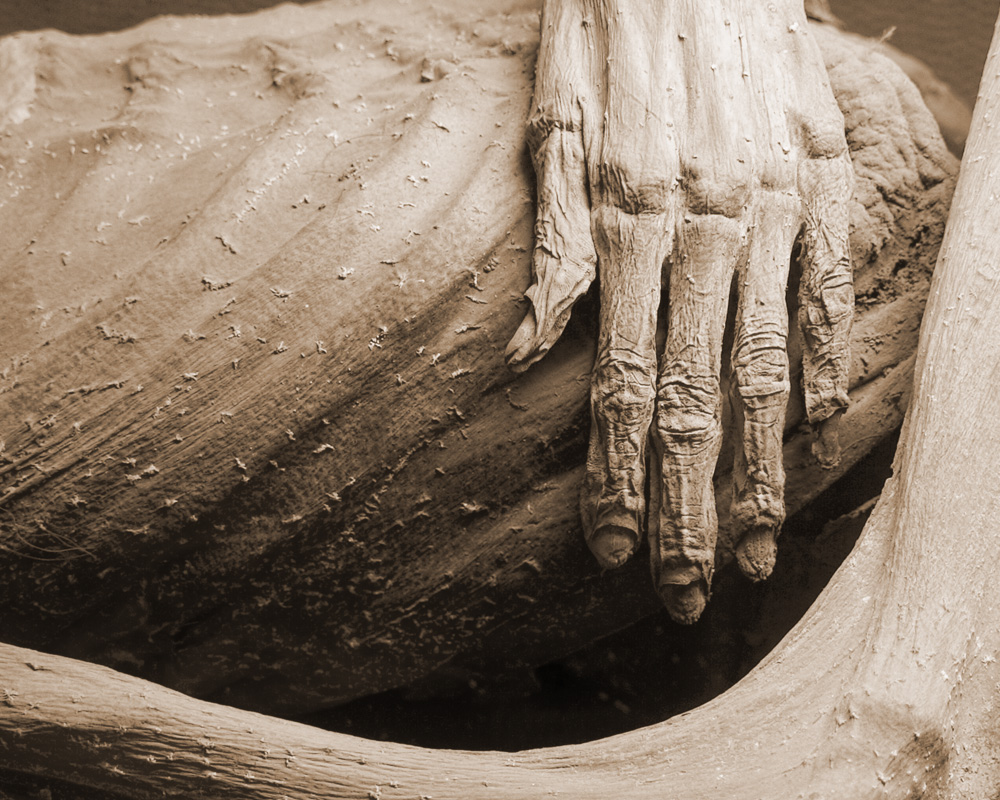
Mâna mumiei din Guanajuato.

## Orașe înfrățite
|  | - Alcalá de Henares, Spania - Santa Fe, Spania - Ashland, Oregon, United States - Claremont, California, United States - Quebec City, Canada |

## Galerie

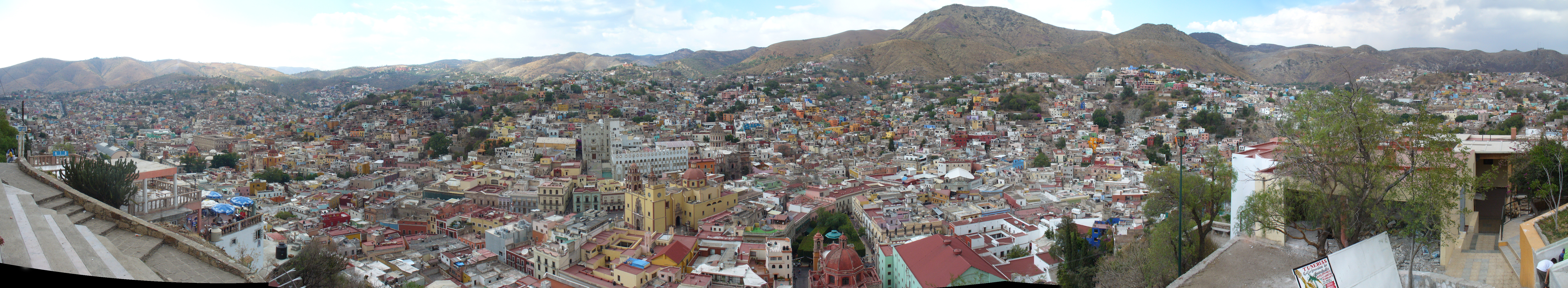
Imagine panoramică a orașului Guanajuato.

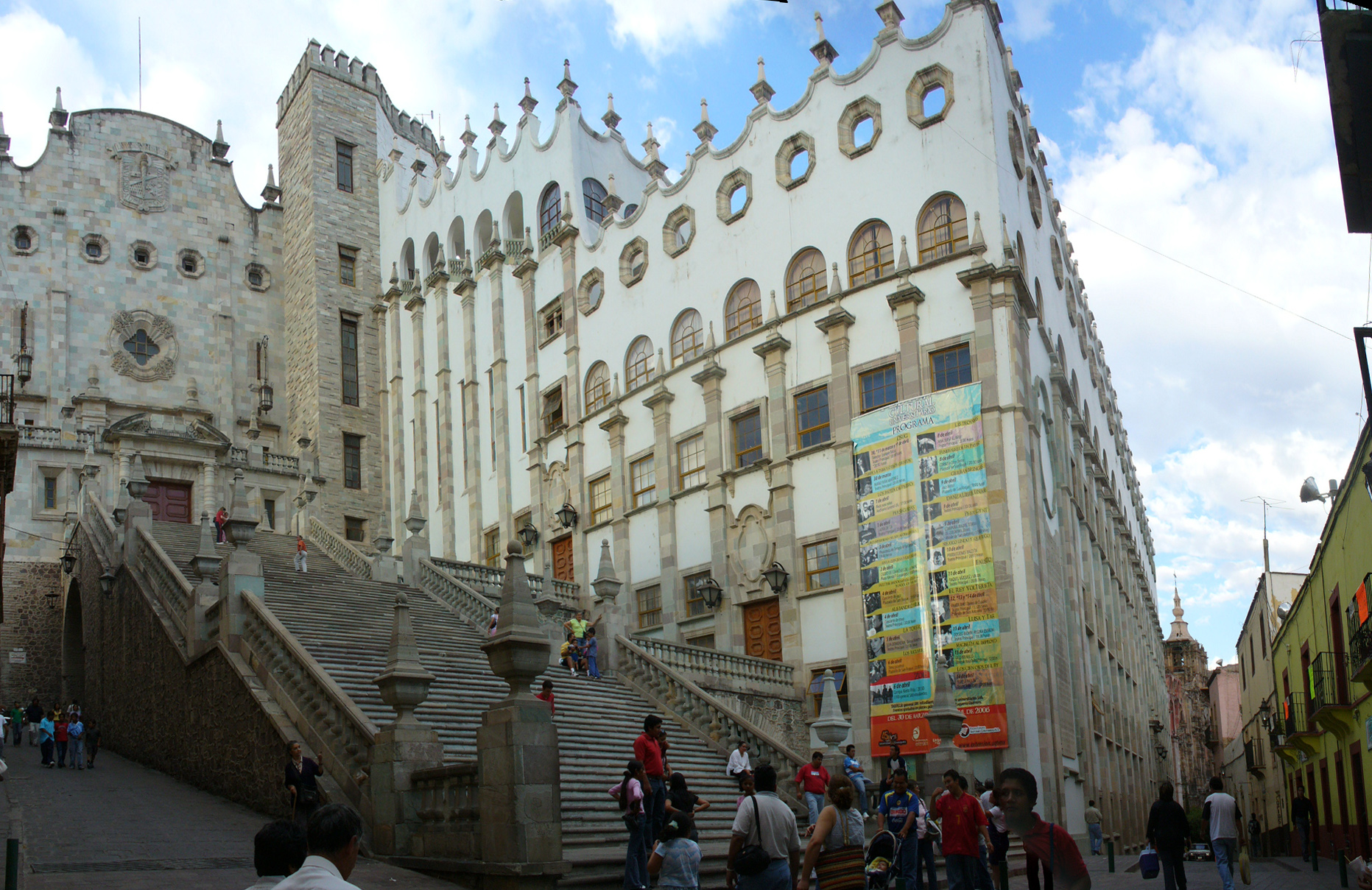
Universitatea statului Guanajuato
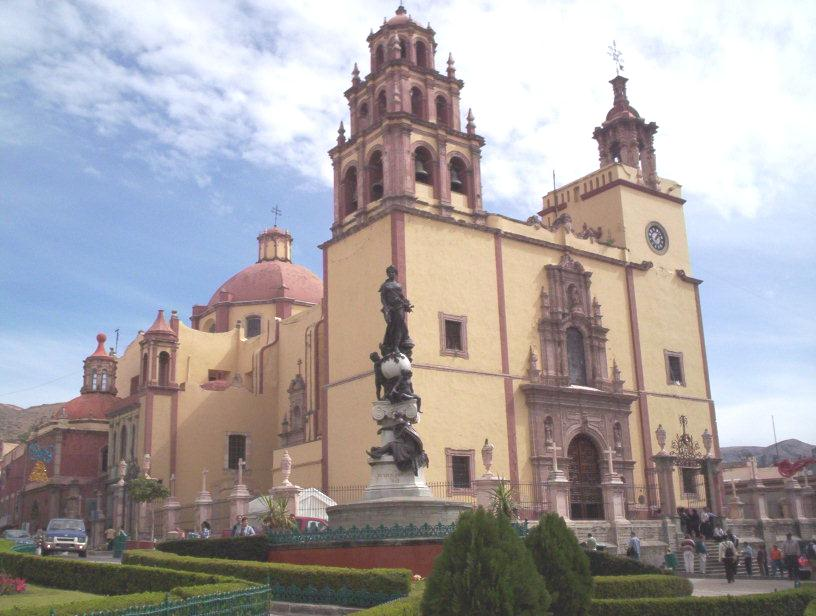
Basílica Colegiata de Nuestra Señora de Guanajuato
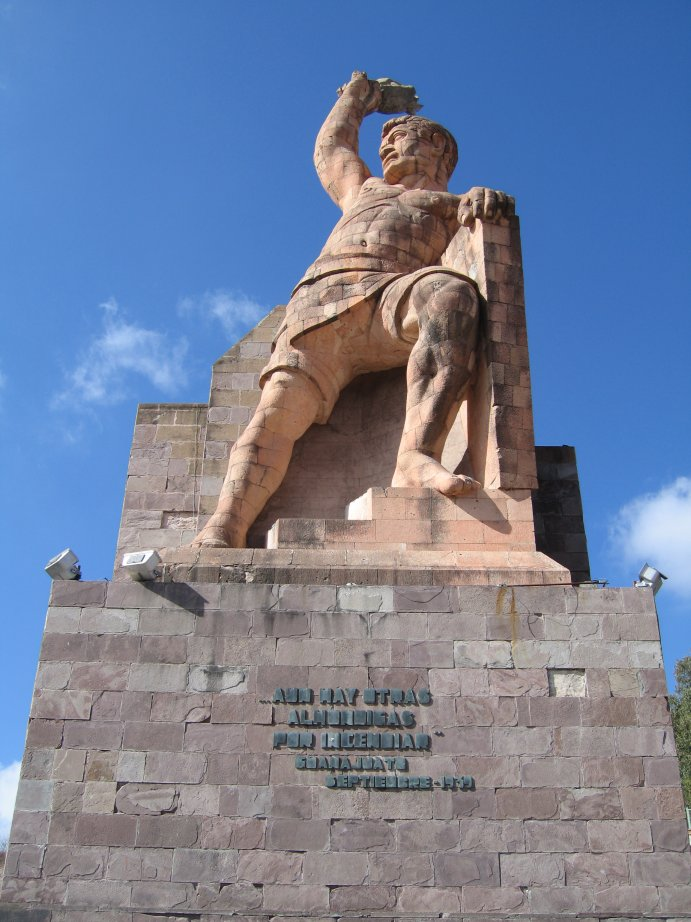
Eroul local, El Pípila
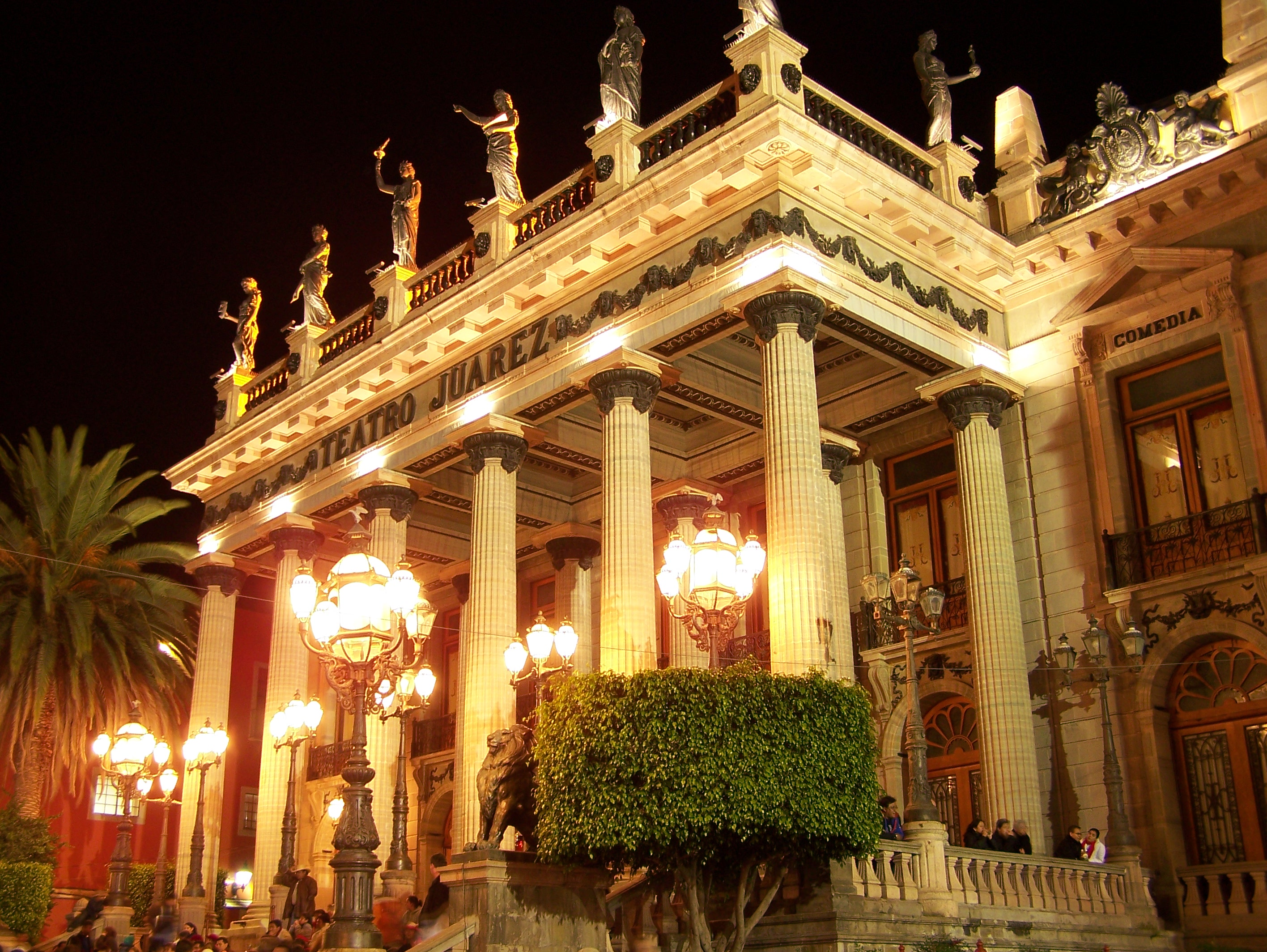
Teatro Juarez
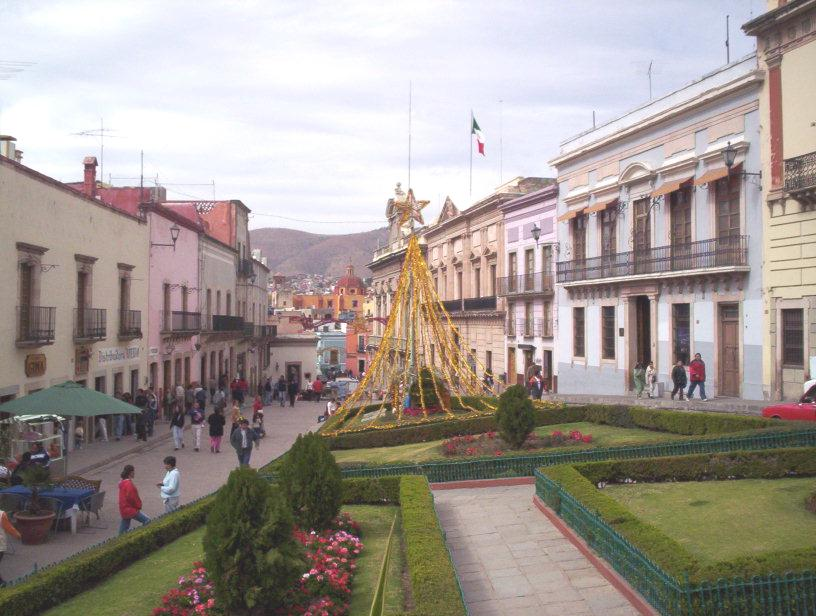
Plaza de la Paz
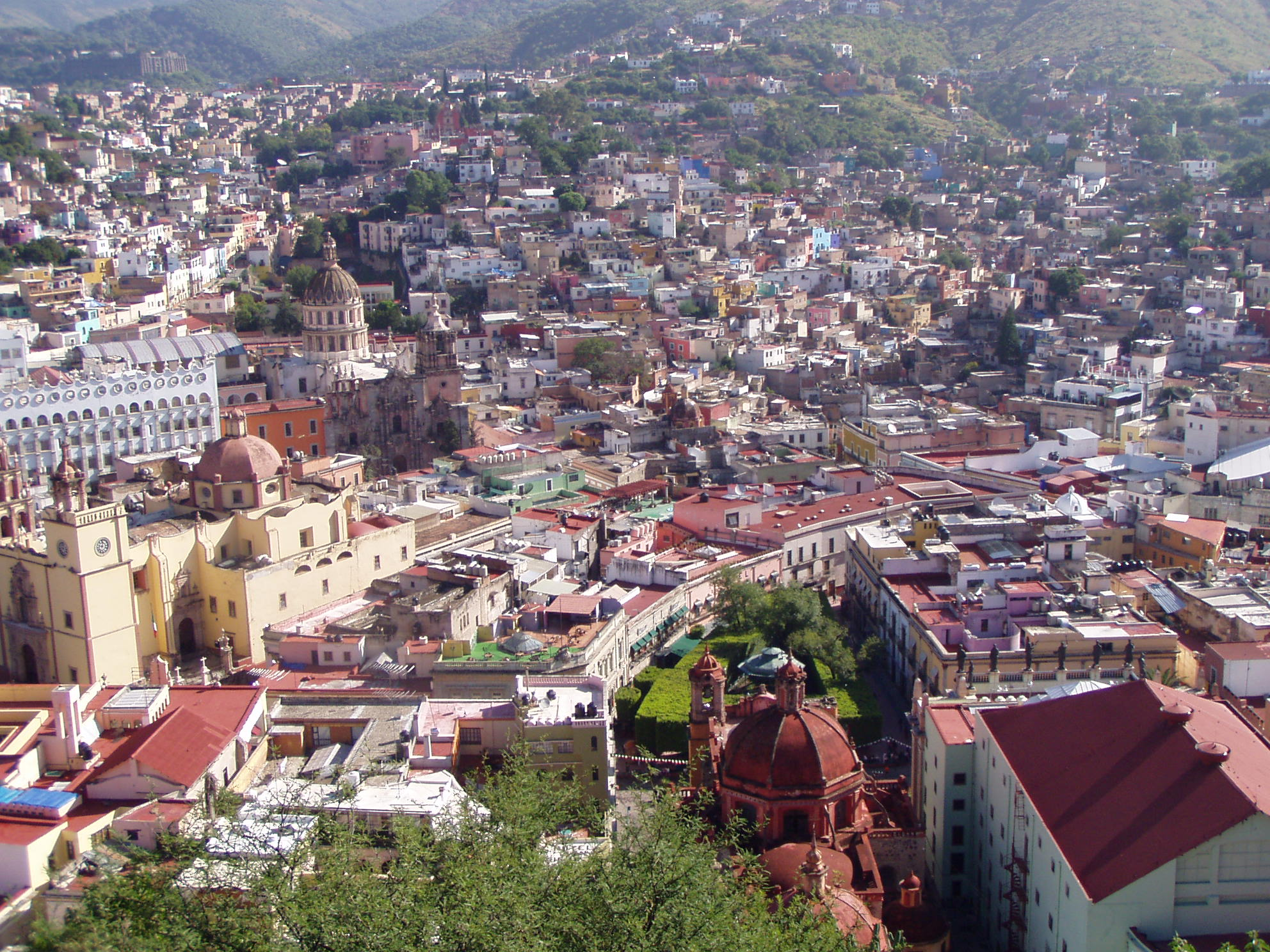
Vedere panoramică de pe monumentul Pípila
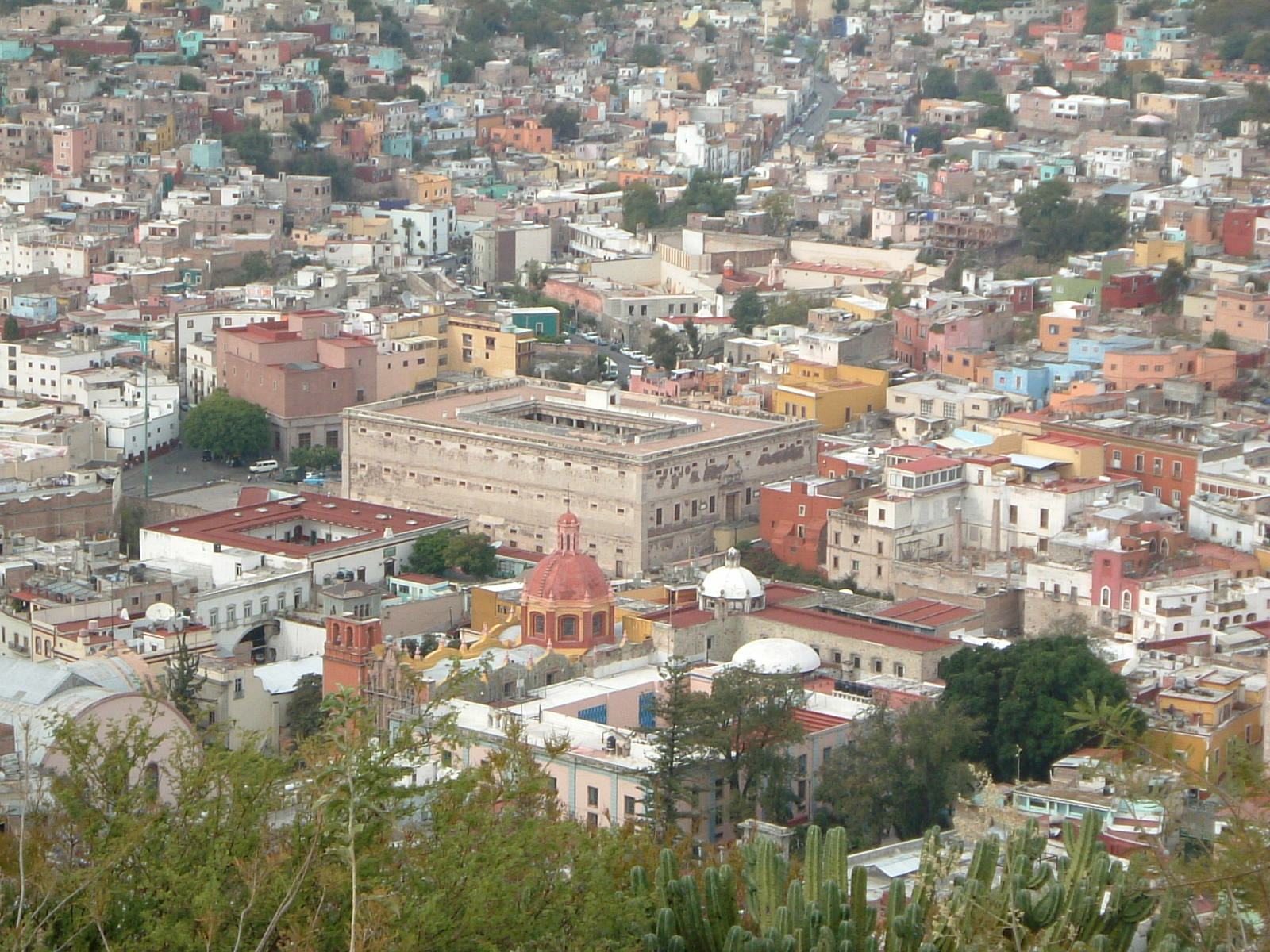
Alhóndiga de Granaditas
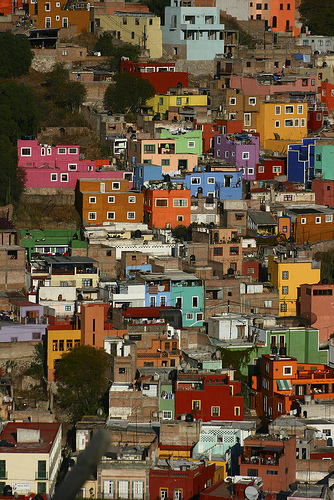
Împrejurimile orașului